# Juan Celestino Cavero
Juan Celestino Cavero y Celis, (Ayacucho, 1812 – Lima, 8 de diciembre de 1887) fue un abogado, político y diplomático peruano. Fue ministro plenipotenciario en Ecuador entre 1857 y 1858, correspondiéndole elevar la protesta del Perú por el convenio firmado por el gobierno ecuatoriano con sus acreedores ingleses, por el que se cedía a estos territorios peruanos fronterizos. Este incidente fue el origen de la guerra peruano-ecuatoriana de 1858.

## Biografía
Hijo de José María Cavero, quien fuera senador y diputado por Huancavelica, se recibió de abogado, apareciendo inscrito en el Colegio de Abogados de Lima con fecha 5 de marzo de 1840. Se consagró al ejercicio de su profesión y a la política, siendo elegido diputado por la provincia de Parinacochas (1845-1853). Fue miembro de la Convención Nacional del Perú (1855) por la provincia de Parinacochas entre 1855 y 1857 que, durante el segundo gobierno de Ramón Castilla, elaboró la Constitución de 1856, la sexta que rigió en el país. Durante su gestión como diputado ordinario, formó parte de la legación encabezada por Domingo Elías, la misma que suscribió en Arequipa un tratado de paz y comercio con Bolivia (1847). Integró luego la comisión parlamentaria encargada de redactar los códigos Civil y de Procedimientos Civiles (1851). 
En agosto de 1857 Cavero pasó a Quito, Ecuador, primero como encargado de negocios y luego como ministro plenipotenciario, con la misión de negociar la adhesión de Ecuador al Tratado Continental suscrito en Santiago de Chile el 15 de septiembre de 1856). Otro encargo que tenía, de acuerdo a un pedido del gobierno de Venezuela y conjuntamente con el representante de este país, era solicitar la devolución de los bienes confiscados al general venezolano Juan José Flores, expresidente de Ecuador, que en 1848 había encabezado una fallida expedición monarquista contra este país (la célebre “expedición Flores”). 
Cavero, a su llegada a Quito, recibió muestras de hostilidad de parte del gobierno ecuatoriano, no recibiendo el saludo del presidente Francisco Robles, por lo que en respuesta escribió una carta al canciller ecuatoriano, donde exaltadamente le dijo:

Si por creer U.U. que el Perú está aún en guerra civil, o con la esperanza de tratar con algún agente de Vivanco, tienen tal comportamiento, prescindiré yo de entrar con detalles sobre este particular, puesto que cada gobierno es árbitro para armonizar más bien con el partido de la moralidad y los principios en los pueblos vecinos, o con los representantes del más ridículo despotismo y del robo.

Sus expresiones nada diplomáticas le ganaron aún más ojeriza de parte del gobierno ecuatoriano. Por entonces, el Ecuador intentó saldar su deuda de la Independencia con sus acreedores ingleses otorgándoles extensos territorios en la selva amazónica, que  según el Perú, incluían territorios peruanos en la zona de los ríos Pastaza y Bobonaza. Al enterarse de ello, Cavero protestó firmemente ante el canciller ecuatoriano Antonio Mata, pues sostenía que esa zona pertenecía al Perú por la Real Cédula de 1802, por el principio del uti possidetis de 1810 y por la posesión continua del Perú.
Cavero pidió al gobierno de Ecuador la suspensión del convenio con los ingleses y la celebración de un tratado de límites peruano-ecuatoriano a plazo fijo, pues buena parte del problema se debía al hecho de estar pendiente la delimitación fronteriza. Ecuador aceptó en lo concerniente al tratado y anunció que enviaría una delegación a Lima, pero se negó terminantemente a suspender el arreglo con los ingleses. Cavero trató de agotar todas las medidas conciliatorias posibles, aunque en algunas ocasiones se extralimitó en sus declaraciones. Hay que señalar también que su lucha diplomática contra la concesión de tierras a extranjeros fue apoyada por Colombia, Chile y Estados Unidos.
Agravó más el impasse, la llegada a Quito de un ejemplar de la Gaceta Oficial de Bogotá, en la cual se publicó un comunicado del cónsul granadino en Quito, donde este revelaba que Cavero le había anunciado que Perú ocuparía a Guayaquil para obligar a Ecuador a llegar un arreglo. El gobierno ecuatoriano pidió explicaciones a Cavero por dicho comunicado. Cavero no dio explicaciones y el gobierno ecuatoriano le entregó su pasaporte el mes de julio de 1858. 
Cavero volvió a Lima el 5 de agosto de 1858. El Perú exigió a Ecuador la restitución de Cavero para proseguir cualquier negociación. Rechazada esta exigencia en septiembre de 1858, el gobierno peruano envió un ultimátum el 1 de octubre de 1858 para que se reconociese a Cavero, pero Francisco Robles lo rechazó. El representante de Ecuador en Lima recibió también sus pasaportes. Este incidente ocasionó la guerra peruano-ecuatoriana de 1858-1860, en la que al Perú solo le bastó desplegar su poderío para obtener satisfacciones de parte de Ecuador, firmándose el Tratado de Mapasingue. Sin embargo, este tratado fue después rechazado por ambos gobiernos y la solución al litigio fronterizo quedó pendiente.
De vuelta al Perú, Cavero ejerció como oficial mayor de la Cámara de Diputados, posiblemente hasta su jubilación. Ya en sus postreros días decidió hacer realidad una antigua vocación religiosa (1886). Al fallecer era capellán de un monasterio de monjas.